# Neelidae
Neelidae (лат.) — семейство коллембол из отряда Neelipleona. Иногда рассматривается в составе Sminthuroidea (Symphypleona). Представители этого семейства являются космополитами.

## Описание
Мелкие коллемболы округлой формы тела, разнообразной пестрой окраски. Семейство в основном относится к эвдафической группе Collembola, представители которой обычно очень малы (0,2—1,2 мм), у них нет глаз, однако их усики короче головы. Основные различия между родами этого семейства заключаются в особенностях лобного набора щетинок, усиков, сенсорных полей и фуркулы. Представители этого семейства являются космополитами. Они были найдены в различных местах, в основном связанных с почвой и подстилкой, на разных высотах от морского побережья до 3000 м над уровнем моря. Их часто регистрировали из пещер, в основном в местах с богатым органическим материалом. В этом семействе есть два эндемичных рода: Acanthoneelidus, имеющий только один вид из Европы, и Zelandothorax из Новой Зеландии, а также три космополитических рода. Наиболее разнообразны Megalothorax примерно с 30 видами, Neelus с 6 видами, Neelides с 5 видами, оба широко распространены. Род Spinaethorax описан из пещер Мексики и Вьетнама.

## Классификация
6 родов, около 40 видов. Ранее семейство Neelidae выделялось в отдельный отряд Neelipleona, что теперь признано ошибочным, они рассматриваются апоморфными родственниками семейства Sminthuridae и поэтому оно включено в состав Sminthuroidea многими авторами. С другой стороны, включение их в состав Entomobryomorpha, на основании генетического анализа 16S рРНК и 28S рРНК и последовательности участков ДНК, было связано с их древним происхождением, что позволило другим исследователям восстановить на этом основании группу Neelipleona.

### Список родов и видов
- Acanthothorax Bretfeld & Griegel, 1999
- Neelus Folsom, 1896
- Neelides Caroli, 1912
- Megalothorax Willem, 1900
- Spinaethorax Papáč & Palacios-Vargas, 2016
- Zelandothorax Delamare Deboutteville & Massoud, 1963